# AZS Uniwersytet T-H Radom
AZS Uniwersytet T-H Radom – polski klub sportowy, wielosekcyjny, założony w 1969. Przez wiele lat funkcjonował jako klub środowiskowy. W klubie działają trzy sekcje: koszykówka mężczyzn (II liga), piłka ręczna mężczyzn (I liga) i piłka siatkowa kobiet (II liga). 

## Sekcja koszykówki
Koszykarze awansowali na zaplecze ekstraklasy w sezonie 2003/2004, po niezwykle zaciętym boju barażowym z Pogonią Ruda Śląska. Wcześniej koszykarze AZS-u przez 2 lata grali w II lidze.
AZS przez długi okres grał II lidze. W sezonie 2006/2007 uplasował się na ostatniej pozycji zapewniającej byt w II lidze. Po zakończeniu sezonu 2010/2011 zespół rozpadł się, a zawodnicy połączeni zostali z zespołem KS Pułaski Warka.

## Sekcja piłki ręcznej
Szczypiorniści obecnie grają w I lidze (drugi poziom ligowy). Trenerem zespołu jest Karol Drabik. Znanym zawodnikiem drużyny jest Grzegorz Sobut.

## Sekcja piłki siatkowej
KS AZS Politechnika Radomska – kobieca drużyna siatkarska będąca sekcją siatkówki klubu sportowego AZS Radom. W latach 70. XX wieku zespół grał w klasie A. W 1998 roku nastąpiła fuzja AZS z drużyną Radomki, która wróciła do II ligi. Do swojego debiutanckiego sezonu w tej klasie rozgrywek zespół przystąpił już pod nową nazwą AZS Radomka, kończąc sezon na 6. miejscu w tabeli i utrzymując się w II lidze.